# Kořenov (nádraží)
Kořenov je dopravna D3 (někdejší železniční stanice), která se nachází v Kořenov v části Horní Kořenov na severu České republiky v Libereckém kraji. Nachází se zde Muzeum ozubnicové dráhy, Výtopna Kořenov a Důlní železnice Kořenov. Stanice je zařazena do integrovaného dopravního systému IDOL.

## Historie

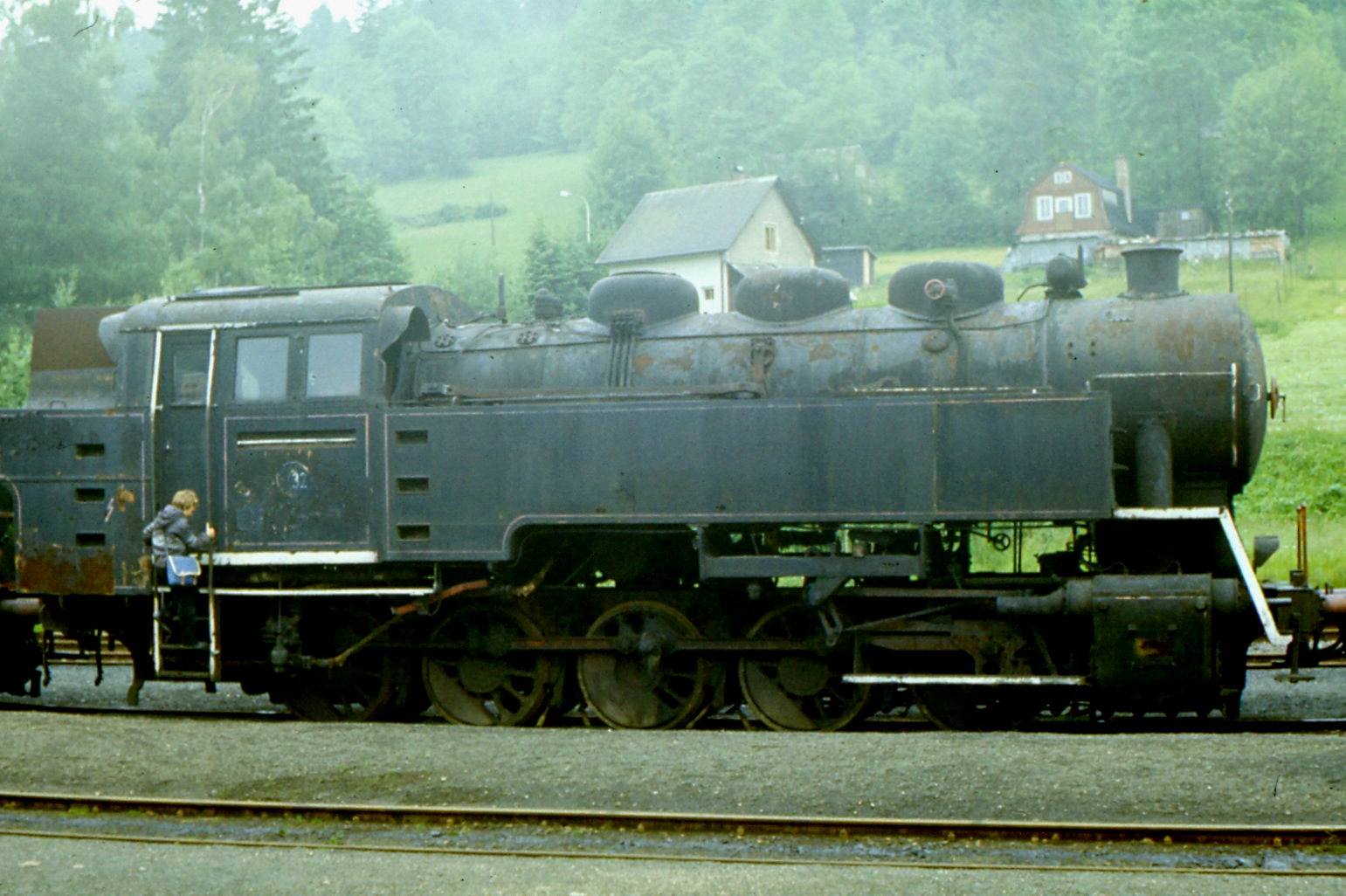
Parní lokomotiva v roce 1984

1. července 1902 byla otevřena stanice Grüntal (česky Kořenov) a zahájen provoz z Reichenbergu (česky Liberec). Provoz z pruské strany (Hirschberg - Grüntal) byl zahájen 1. října 1902. V roce 1923 byl zahájen elektrický provoz z pruské strany až do stanice Grüntal (Kořenov), (napájecí soustava: 15 kV, 16 2/3 Hz). Kořenov až do roku 1938 sloužil jako pohraniční přechodová stanice. Ukončení válečného provozu bylo poznamenáno epizodou s vyšinutím lokomotivy PKP 38. Rovněž byl ukončen elektrický provoz a sneseno trolejového vedení v úseku státní hranice – Kořenov. 
5. ledna 1987 se propadla pod přívalem sněhu střecha rotundy v Kořenově. Pod troskami zůstaly lokomotivy T466.2369 (elektronik), T426.002, T426.004, 404.003 a 411.019. Lokomotivy nebyly vážně poškozeny, ale přišly o přístřeší. V únoru[kdy?] došlo k zřícení střechy a následnému zborcení zdi na „malé topírně“ - dílně v Kořenově. Tím ozubnicové lokomotivy přišly o své poslední zázemí a musely být deponovány pod širým nebem v Tanvaldu. Celková obnova výtopny proběhla mezi srpnem 2015 a červencem 2016 podle návrhu Ivana Lejčara, který vycházel z původních plánů a výkresů.
Obnova proběhla s respektem k historické hodnotě a původnímu účelu stavby, byť za použití konstrukčních metod soudobého stavitelství, a z pohledu památkové péče jde jednoznačně o pozitivní krok, který zanikající objekt fakticky zachránil.

## Popis
Dopravna leží v Kořenově v Jizerských horách pod nenazvanou horou mezi zastávkou Kořenov zastávka a dopravnou Harrachov na trati Liberec–Harrachov. Má tři jednostranná nástupiště, která měří 119 metrů. K příchodu k nástupištím č. 2 a 3 slouží přechod přes koleje. Stanice má budovu, která je přístupná cestujícím. Leží v nadmořské výšce 698 m n. m. Má 3 dopravní a 4 kusé koleje.

## Doprava
V dopravně zastavují všechny osobní vlaky linky L1 Liberec – Tanvald – Harrachov – Szklarska Poręba Górna.

## Cestující

### Odbavení cestujících
Stanice nezajišťuje odbavení, odbavení cestujících se provádí ve vlaku.

### Přístup
Přístup do budovy stanice (včetně přístřešku před povětrnostními vlivy) není bezbariérový. Bezbariérový přístup není na žádné nástupiště.

## Galerie

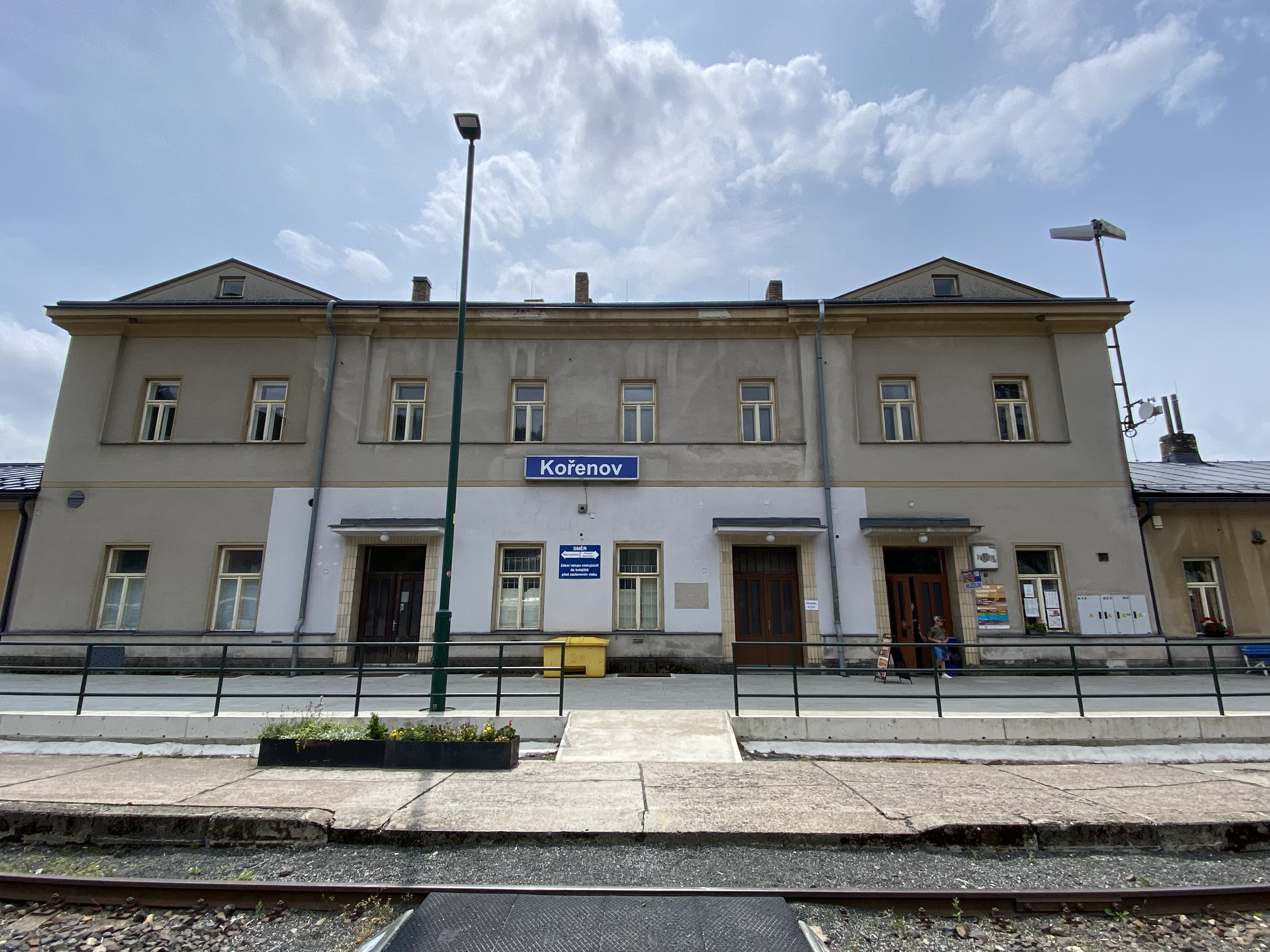
Hlavní budova nádraží v roce 2024
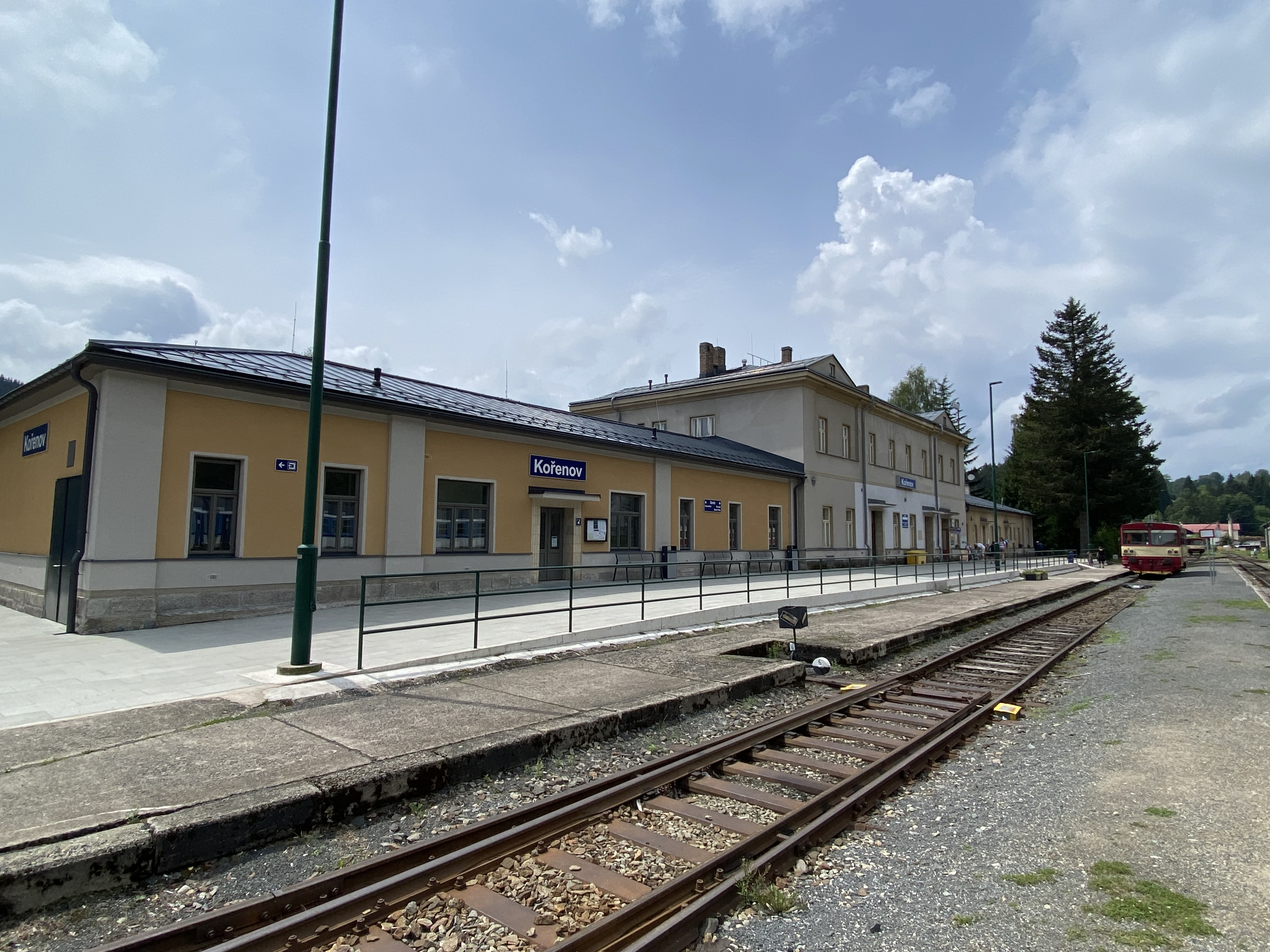
Kořenov nádraží (2024)
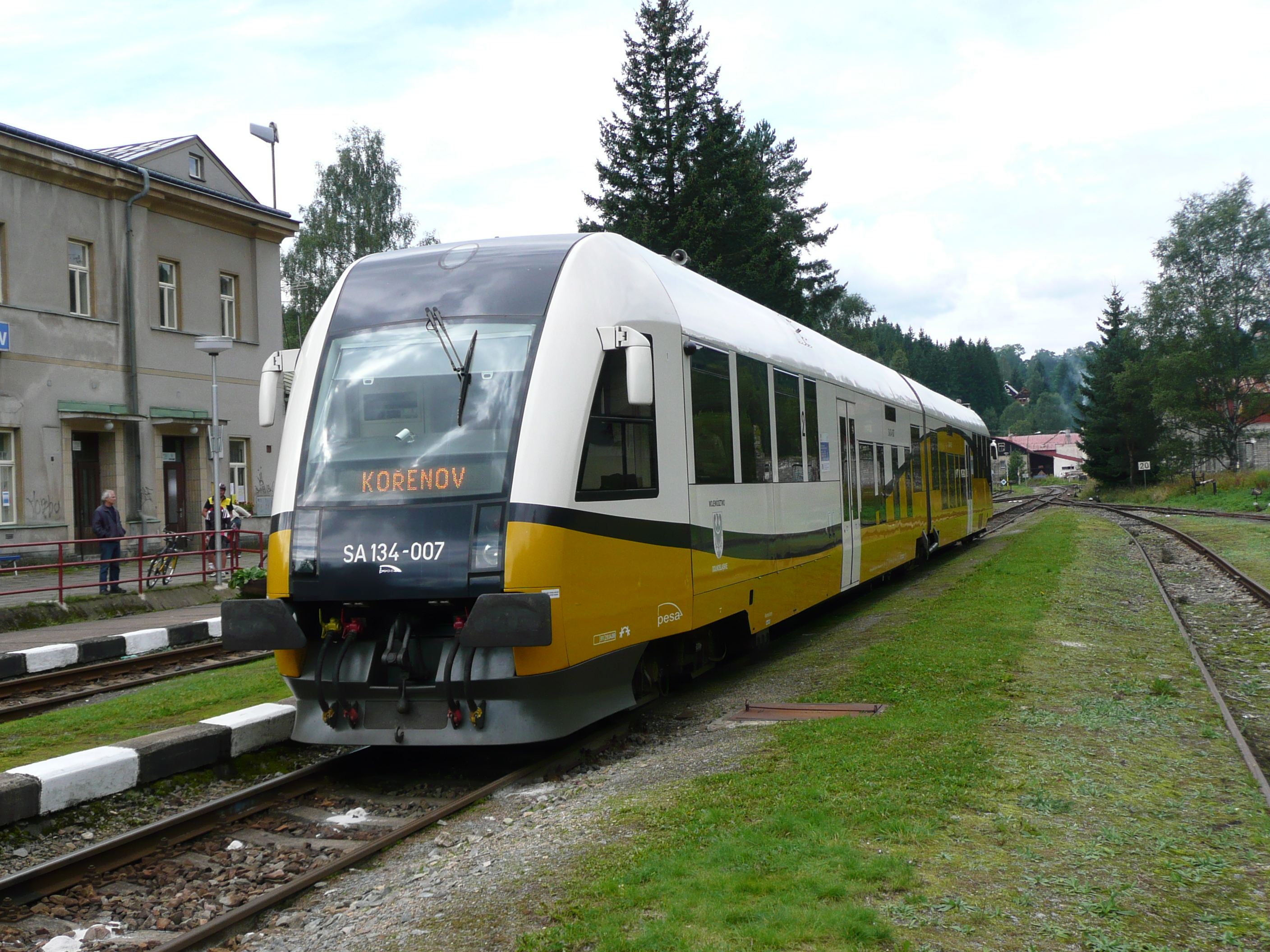
Vlak z Polska
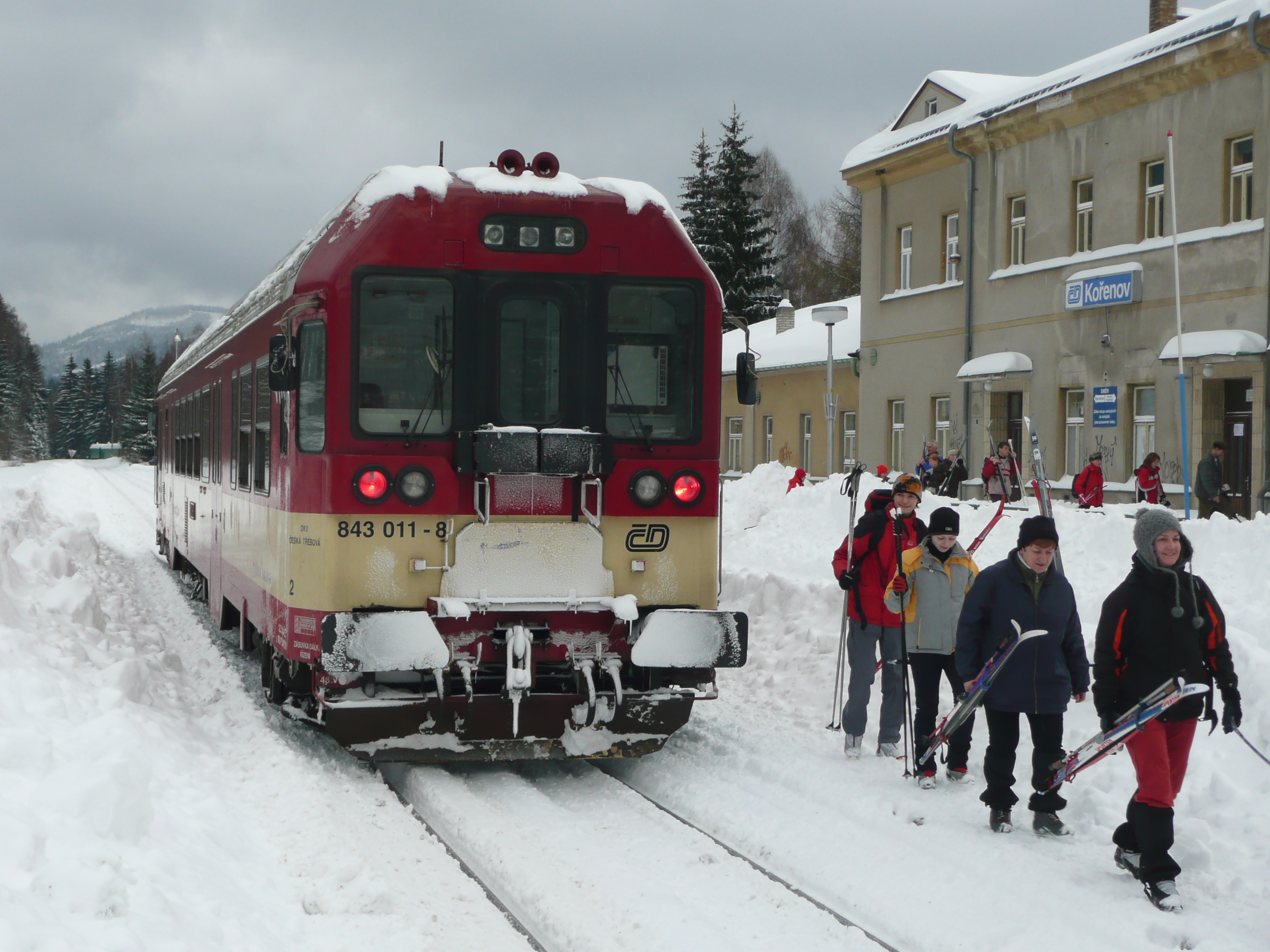
Kořenov v zimě
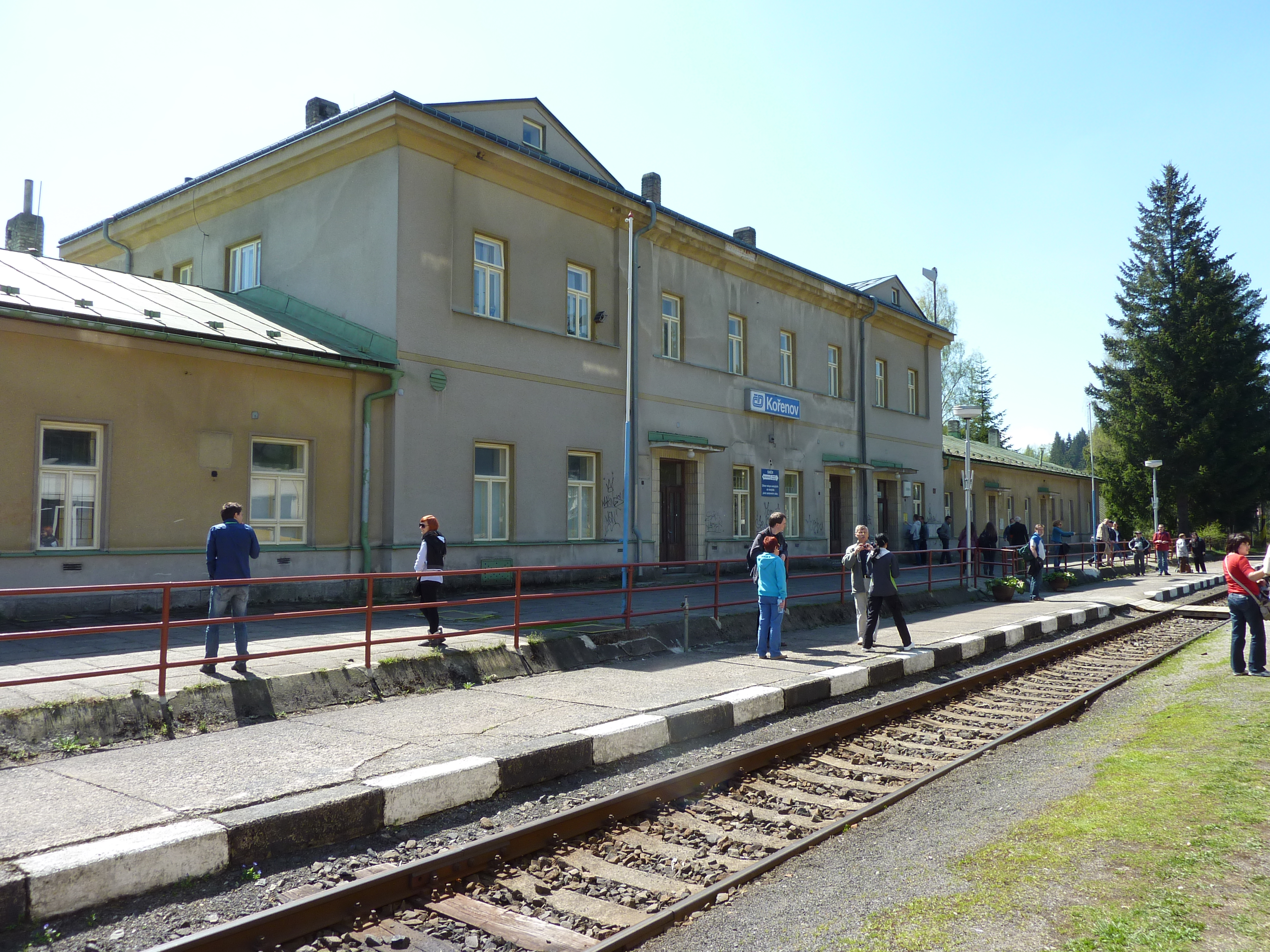
Kořenov v roce 2011
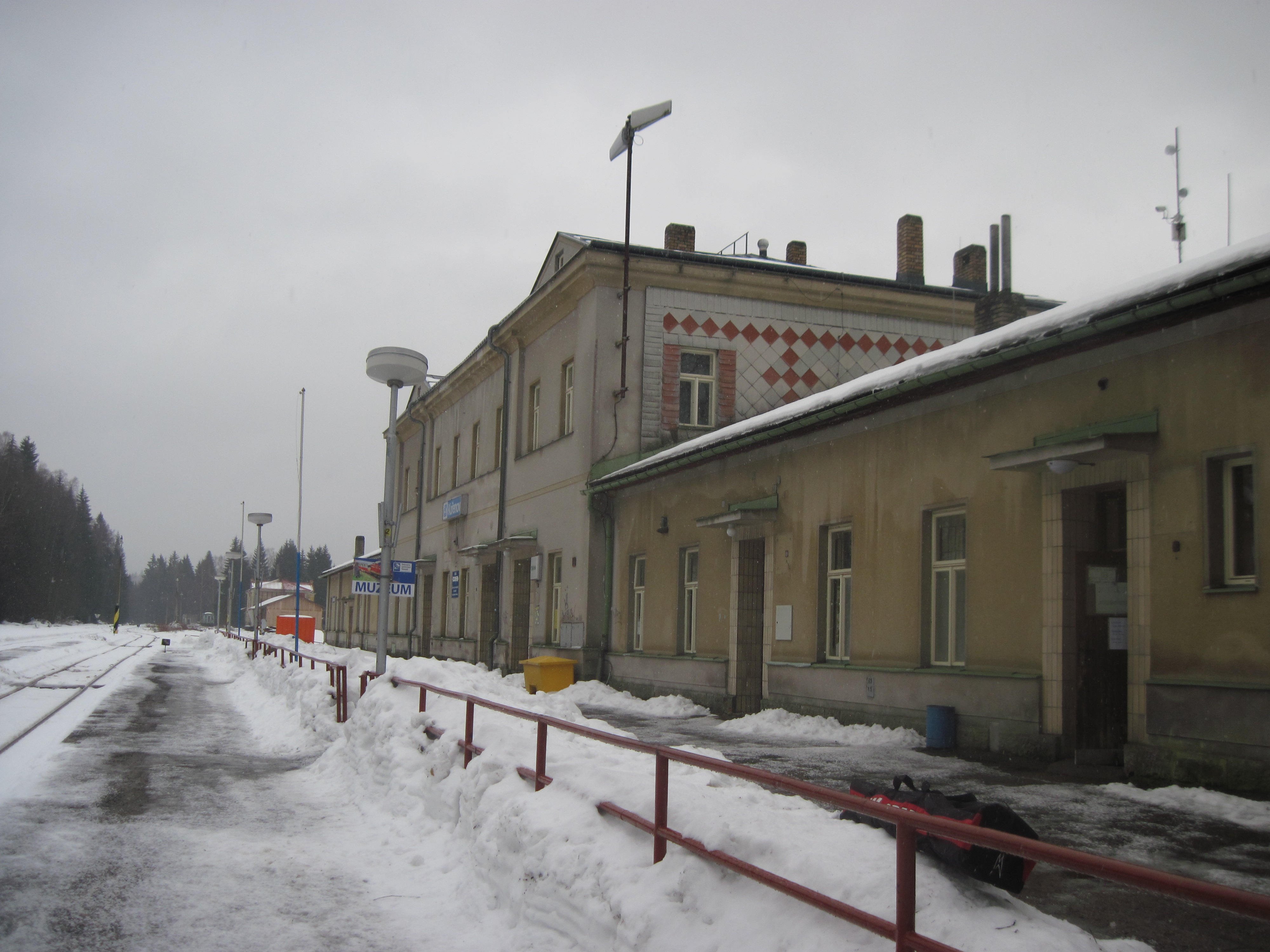
Nádražní budova
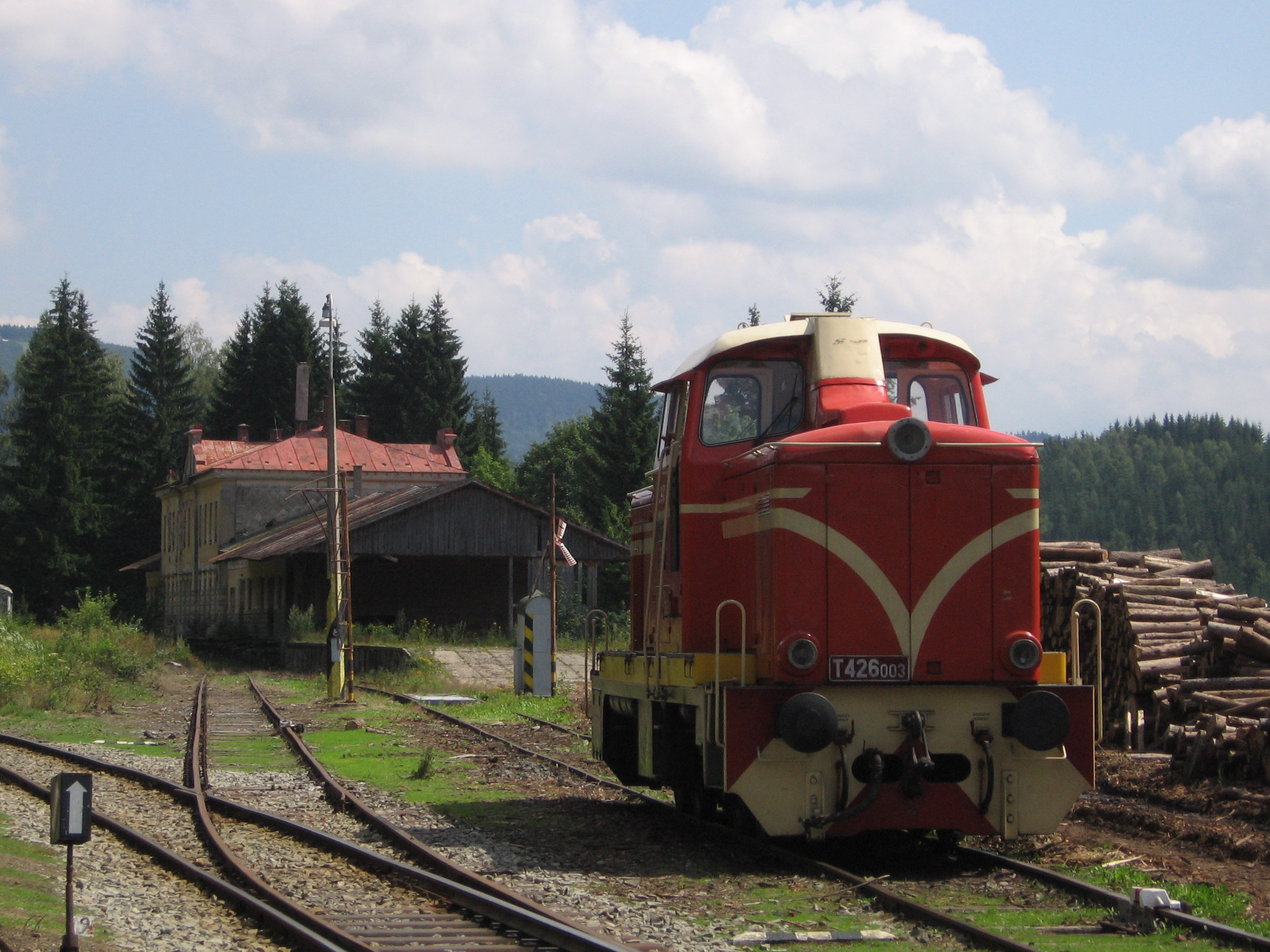
Zubačka
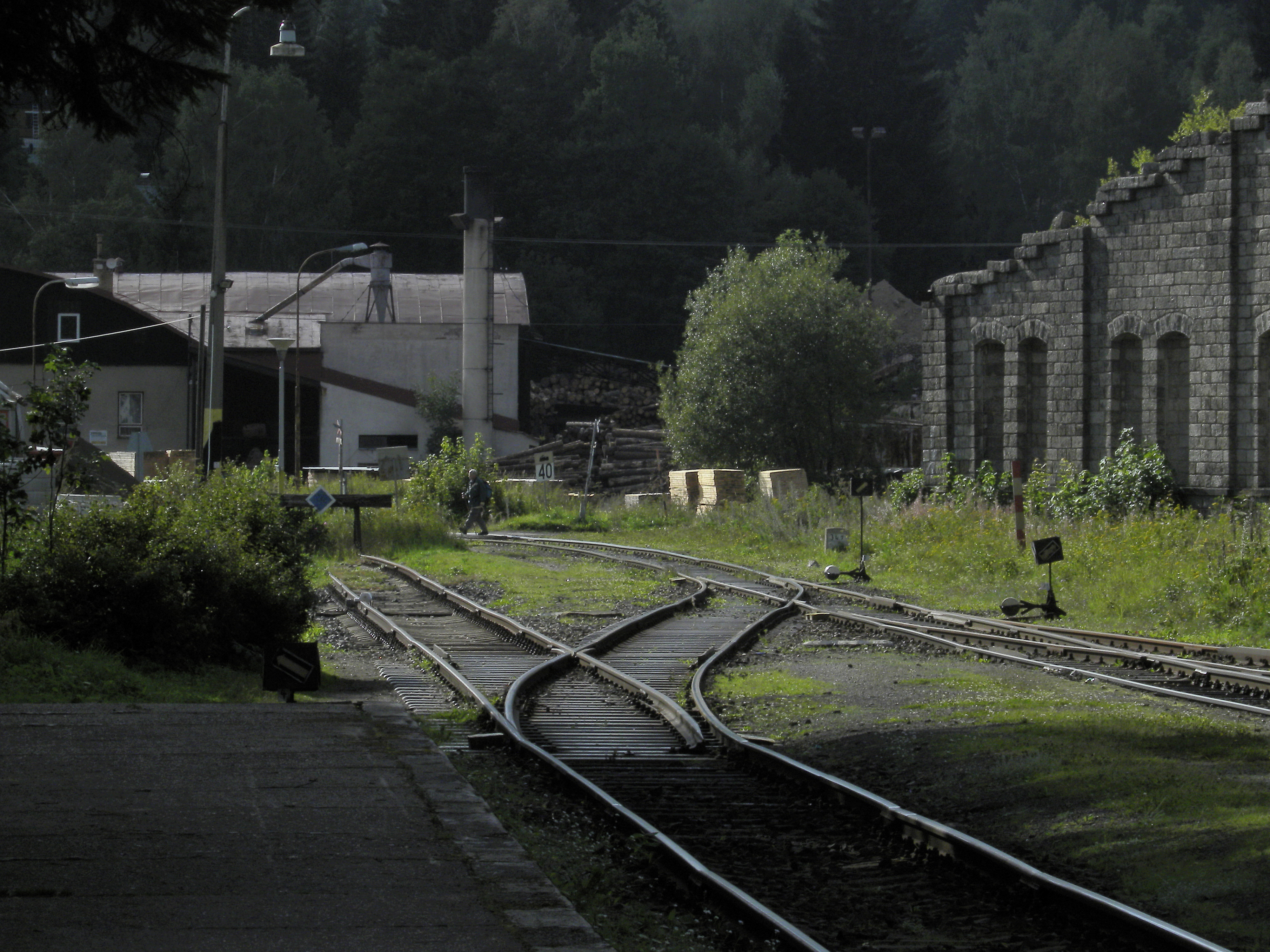
Výtopna
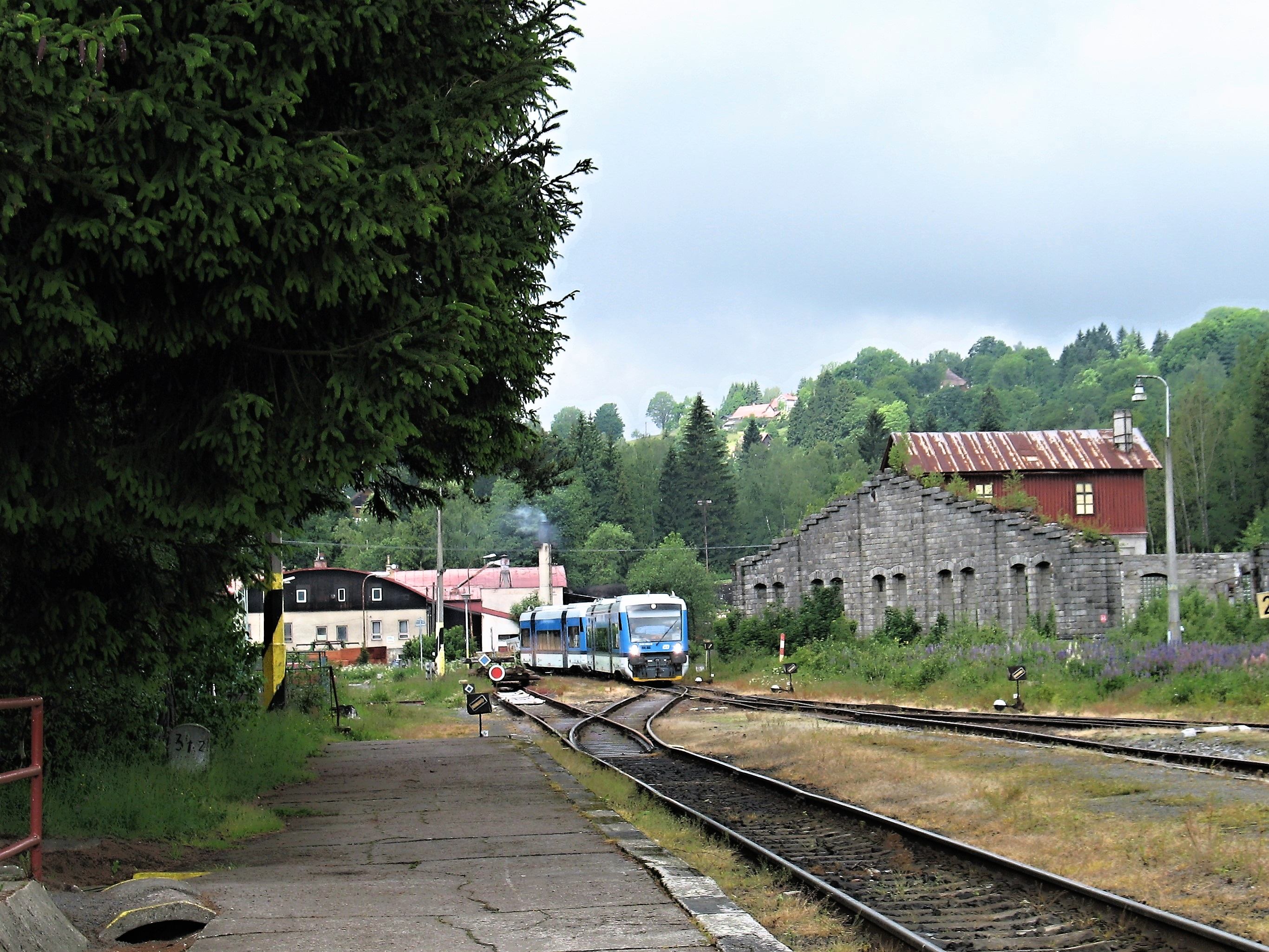
Výtopna
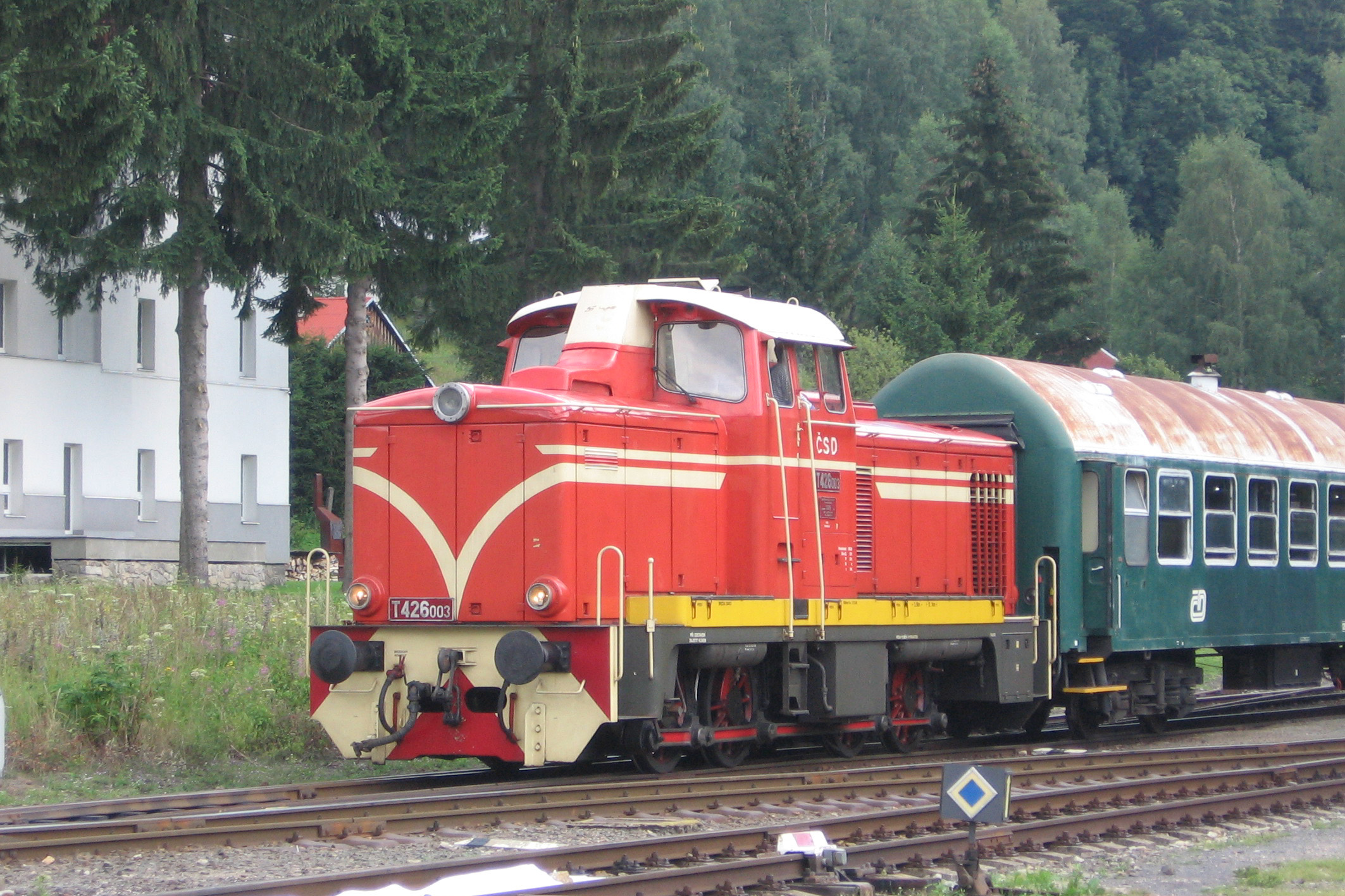
Historický ozubnicový vlak
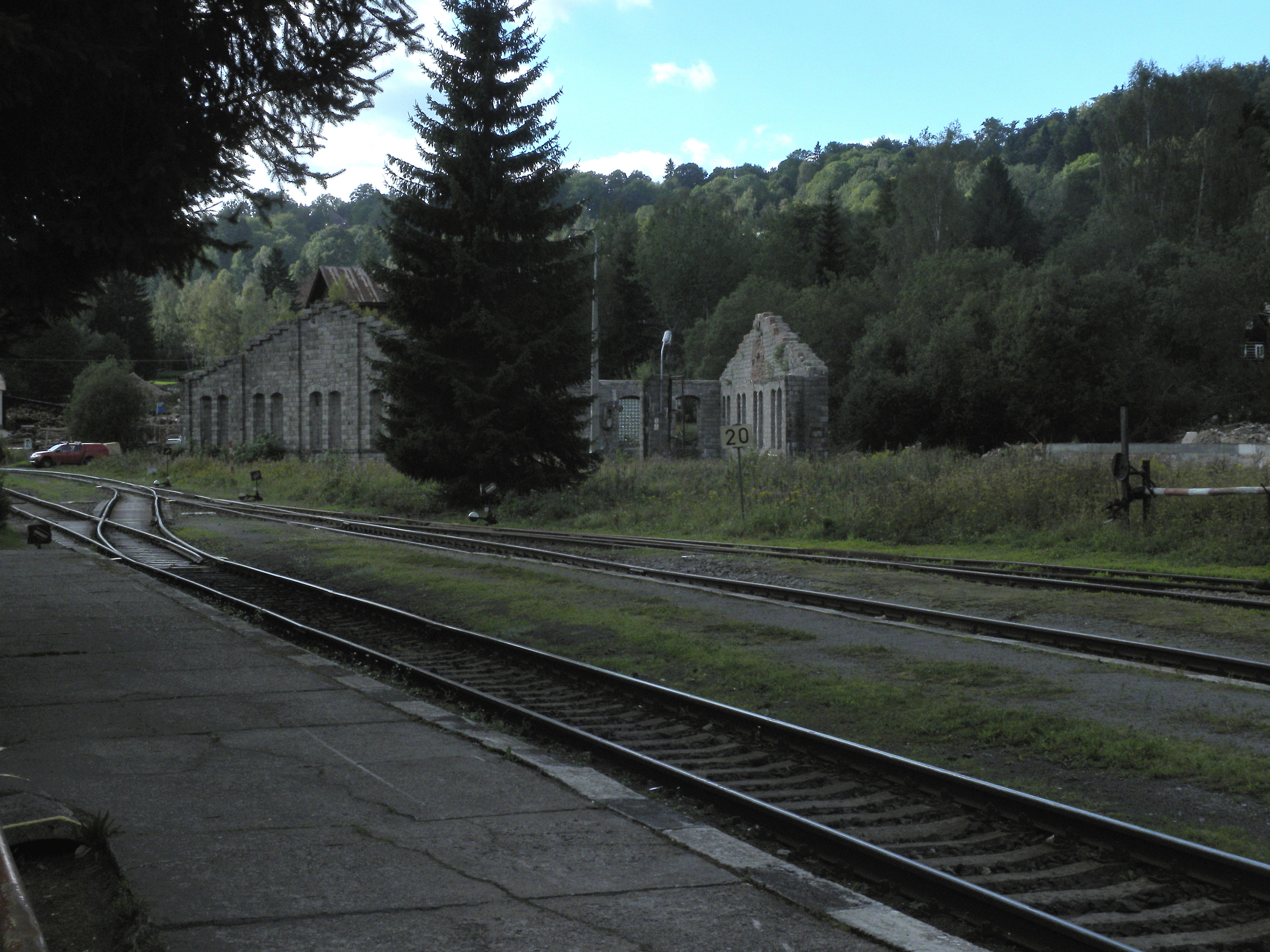
Výhled na Kořenov
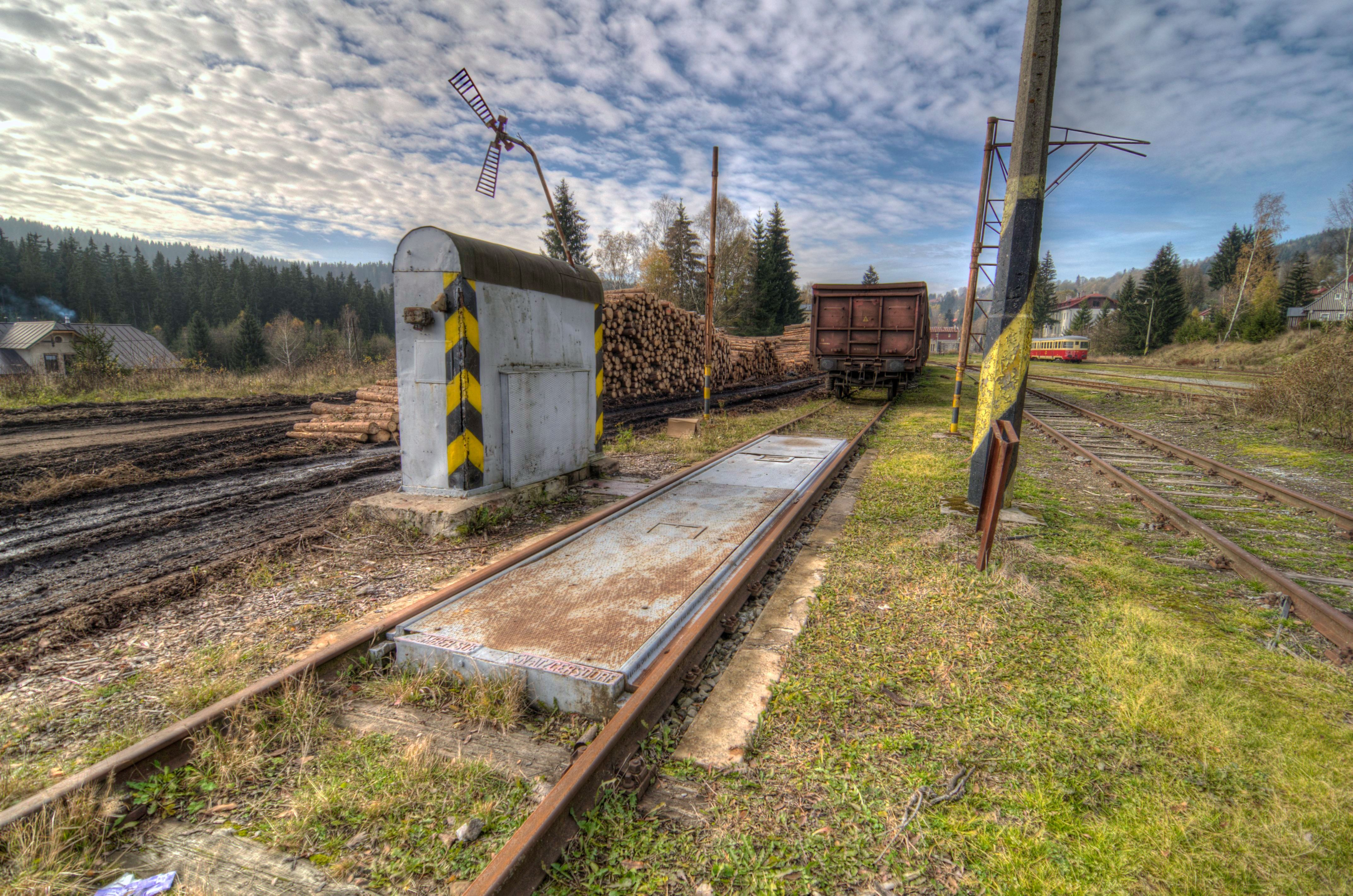
Manipulační kolej